# アイゴ (カリフォルニア州)
アイゴ (Igo) は、アメリカ合衆国カリフォルニア州シャスタ郡の非法人地域。郡庁所在地であるレディングから9マイル (14 km)ほどの距離に位置している。2020年国勢調査時点の人口は103人であった。ZIPコードは 96047。固定電話番号は、530-396-xxxx という形をとる。隣接する集落であるオノは、アイゴの4マイル (6.4 km)西に位置している。当地には、2005年12月に開設された北カリフォルニア軍人墓地 (the Northern California Veterans Cemetery) が置かれている。郵便局、小学校、ゼネラル・ストア、レストラン/バンケット・ホールがある。
アイゴという地名は、何らかのネイティブ・アメリカンの言語に由来するものかもしれない。民間語源によれば、カリフォルニア・ゴールドラッシュの時期に、鉱夫の息子が、父親と一緒に行って働きたいて「俺も行くか? (I go ?)」と尋ねることがよくあったことに由来するとされている。アイゴは1849年に、アイゴ＝オノ鉱業地区 (the Igo-Ono Mining District) 内の鉱山町として創設された。

## 気候
ケッペンの気候区分によれば、アイゴは、高温夏季地中海性気候に属し、気候区分地図では「Csa」と表示される。